# Gerstheim
 Gerstheim (en alsacià Geerschte) és un municipi francès, situat a la regió del Gran Est, al departament del Baix Rin. L'any 2005 tenia 2.802 habitants.
Forma part del cantó d'Erstein, del districte de Sélestat-Erstein i de la Comunitat de comunes del cantó d'Erstein.

## Demografia
| 1962  | 1968  | 1975  | 1982  | 1990  | 1999  |
| ----- | ----- | ----- | ----- | ----- | ----- |
| 1.690 | 2.057 | 2.830 | 3.008 | 2.808 | 2.785 |

## Administració
| Període | Identitat        | Partit |
| ------- | ---------------- | ------ |
| 2001-   | Marc-Daniel Roth |        |